# Tarauni
Tarauni è una delle quarantaquattro aree a governo locale (local government areas) in cui è suddiviso lo stato di Kano, nella Repubblica Federale della Nigeria. Si estende su una superficie di 28 km² e conta una popolazione di 221.367 abitanti.